# Фільтр збудження
Фільтр збудження - це високоякісний оптичний скляний фільтр, який зазвичай використовується у флуоресцентній мікроскопії та спектроскопічному застосуванні для вибору збудника довжини хвилі світла від джерела світла. Більшість фільтрів збудження вибирають світло відносно короткої довжини хвилі від збудника світлового джерела, оскільки лише ті довжини хвиль несуть достатню кількість енергії, щоб змусити предмет, що досліджується під мікроскопом, виділяти достатньо світла.  Фільтри збудження можуть бути двох основних типів - короткочастотні фільтри та смугові фільтри .  Різновиди цих фільтрів існують у вигляді сітчастих фільтрів або фільтрів глибокого блокування (зазвичай використовуються як емісійні фільтри ). Інші форми фільтрів збудження застосовують монохроматори, клинові призми у поєднанні з вузькою щілиною (для вибору збудника світла) та голографічні дифракційні решітки тощо [для дифракції променя білого лазерного світла на необхідну довжину хвилі збудження (вибрано вузькою щілиною)]. 
Фільтр збудження зазвичай містить емісійний фільтр та дихроїчний розщеплювач променя в кубі, це поєднання встановлене разом в мікроскоп. Дихроїчний роздільник променя контролює, рух довжини хвиль світла до відповідного фільтра.  